# 纳撒尼尔·赖利-奥唐奈
纳撒尼尔·赖利-奥唐奈（英語：Nathaniel Reilly-O'Donnell，1988年4月13日—），英国男子赛艇运动员。他曾代表英国参加世界赛艇锦标赛，获得二枚金牌和一枚银牌。他也在2015年欧洲赛艇锦标赛获得一枚金牌。